# القصر الملكي

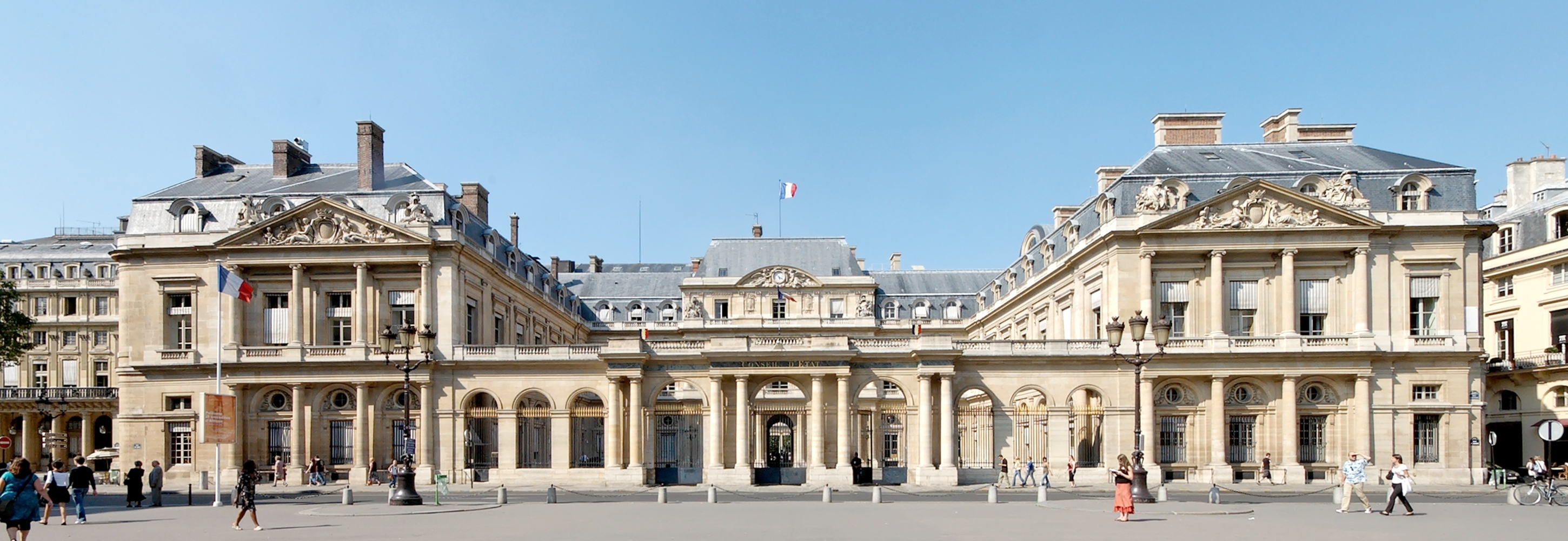
مدخل القصر الملكي في باريس.

القصر الملكي (بالفرنسية: Palais-Royal)‏ أو قصر الكاردينال، هو قصر يقع في المنطقة الأولى لباريس. كان القصر مقر الإقامة الشخصية للكاردينال ريشيليو.
بدأ المهندس المعماري جاك لوميير تصميمه في عام 1629؛ وبدأ  بالبناء في عام 1633 وأنتهى منه في عام 1639. بعد وفاة ريشيليو في عام 1642 أصبح القصر ملكا للملك وأكتسب الاسم الجديد القصر الملكي.
بعد وفاة لويس الثالث عشر في العام التالي، أصبح منزل لملكة النمسا آن وأبنائها الصغار لويس الرابع عشر وفيليب دوق أنجو، بالإضافة لمستشارها الكاردينال مازاران. من عام 1649، كان القصر مقر إقامة لهنريتا ماريا وهنريتا آن ستيوارت، وهما على التوالي زوجة وابنة المخلوع تشارلز الأول ملك إنجلترا. وكان الاثنان قد هرب إنكلترا في خضم الحرب الأهلية الإنجليزية وكانت تحت حماية ابن أخ هنريتا ماريا، الملك لويس الرابع عشر.

القصر الملكي، باريس.

## أعلام
- فيليب تشارلز، دوق فالوا
- ماري لويز من أورليان